# Công tước xứ Sussex
Công tước xứ Sussex hay Công tước Sussex (tiếng Anh: Duke of Sussex) là một tước hiệu quý tộc của Vương thất Anh. Tước hiệu được đặt theo tên Vương quốc Sussex, ban đầu được dùng như một danh xưng cho các vị vua cai trị Vương quốc Sussex. Nhưng khi lãnh thổ Sussex bị người Wessex chinh phục, tước hiệu đã không còn sử dụng trong nhiều thế kỷ cho đến khi các lãnh thổ được thống nhất bởi người Anh vào năm 927, và mãi đến năm 1801 tước hiệu này mới được sử dụng và được phong cho Vương tử Augustus Frederick, con trai của vua George III, chính thức trở thành một trong tước hiệu của Vương quốc Anh, nhưng lại một lần nữa tiệt chủng trong một thời gian dài vào năm 1843 khi Vương tử Augustus Frederick chết mà không có hậu duệ hợp pháp nào để kế vị.
Người giữ tước hiệu này hiện tại là Vương tử Harry. Tước hiệu được Nữ vương Elizabeth II tái phong lần 2 cho Vương tử Harry khi ông kết hôn với Meghan vào năm 2018, và vợ của ông sẽ được gọi là Công tước phu nhân xứ Sussex.

## Lần phong thứ nhất

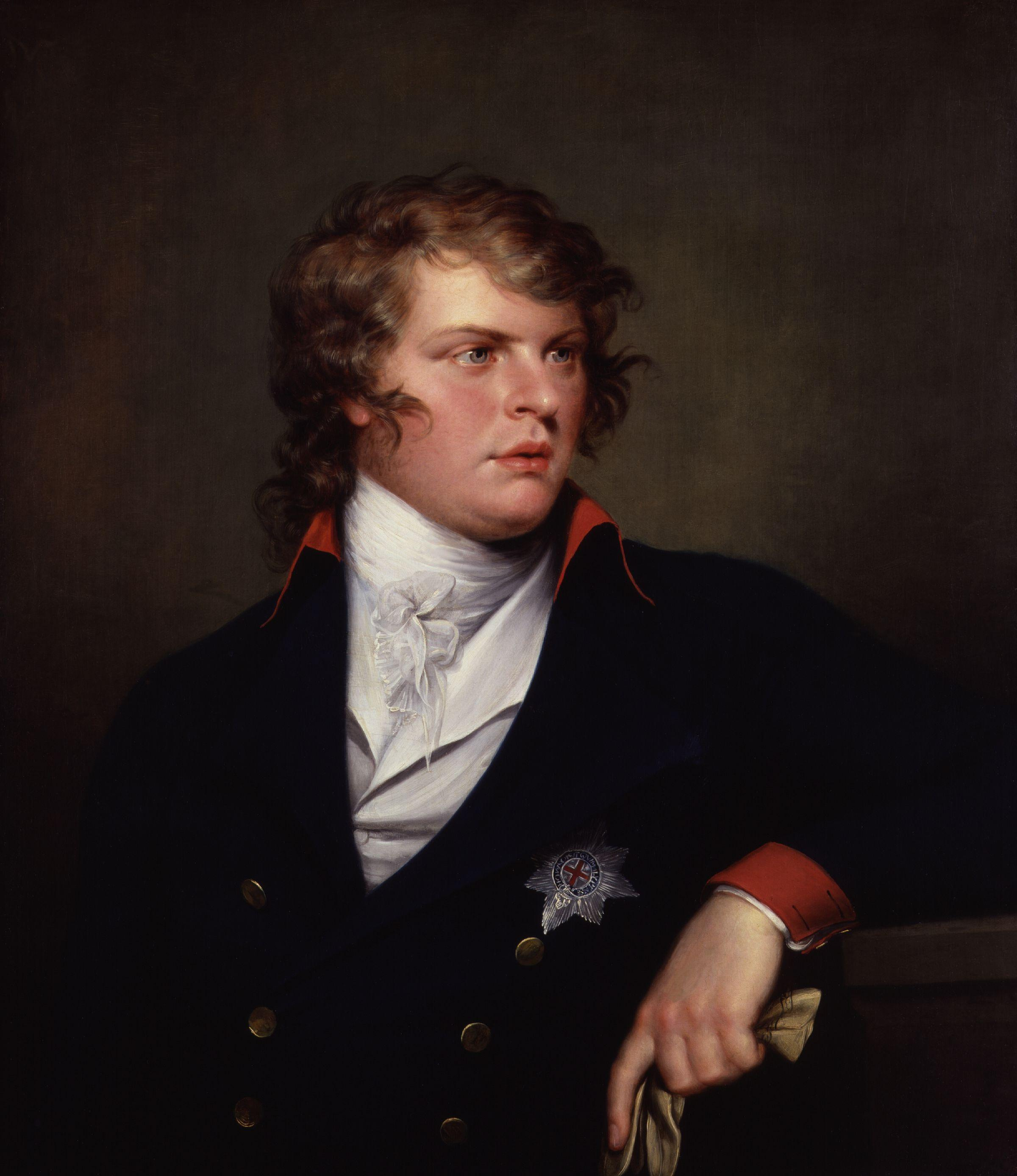
Hoàng tử Augustus Frederick

Tước vị Công tước xứ Sussex lần đầu tiên được tạo ra vào ngày 24 tháng 11 năm 1801 khi vua George III tấn phong cho con trai ông Vương tử Augustus Frederick đi kèm với hai tước vị phụ là Nam tước Arklow và Bá tước Inverness. Và sau khi Vương tử Augustus Frederick qua đời vào năm 1843 tước hiệu này chính thức biến mất, mặc dù ông có một người con trai và con gái với Augusta Murray nhưng cuộc hôn nhân này diễn ra khi chưa có sự cho phép của gia đình hoàng gia khiến cho những hậu duệ của họ trở hành những đứa con bất hợp pháp theo Đạo luật Hôn nhân Hoàng gia 1772, và họ không được quyền kế vị tước hiệu cao quý từ cha. Đến năm 1831, ông kết hôn lần hai sau khi cuộc hôn nhân đầu bị bãi bỏ với Cecilia Gore, tuy nhiên cuộc hôn nhân này cũng không hợp pháp theo Đạo luật hoàng gia.

## Lần phong thứ hai

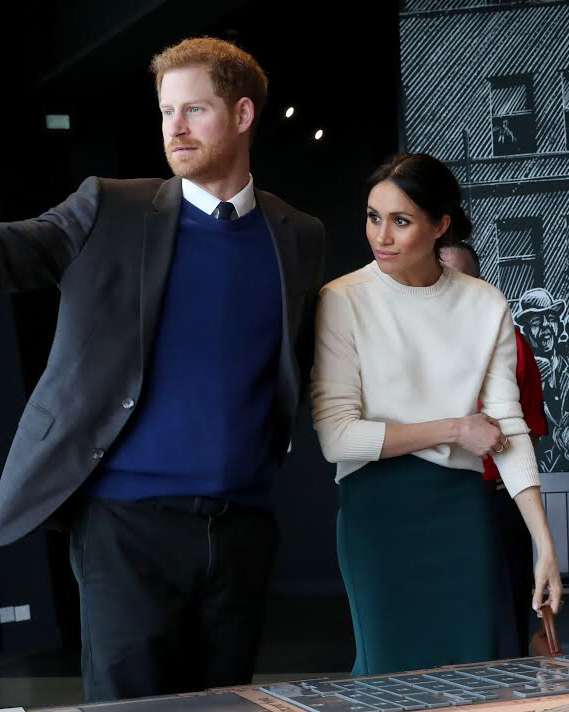
Harry và Meghan

Năm 2018, tước vị Công tước xứ Sussex được Nữ vương Elizabeth II tái sử dụng và tấn phong cho Vương tử Harry con trai thứ hai của Thái tử Charles (hiện là Charles III) vào ngày đám cưới của ông với Meghan Markle. Sau khi tước vị có hiệu lực Harry trở thành người thứ hai nắm giữ tước vị Công tước xứ Sussex và vợ ông Meghan Markle trở thành Công tước phu nhân xứ Sussex đầu tiên trong lịch sử Anh.

## Danh sách Công tước Sussex

### Lần phong thứ nhất
| Công tước | Chân dung | Sinh                                                                                                 | Hôn phối                                                                                                  | Mất                                                   |
| --- | --------- | --- | --- | ----------------------------------------------------- |
| Vương tử Augustus Frederick Nhà Hanover 1801–1843 các tước hiệu khác: Bá tước Inverness và Nam tước Arklow (1801)                                                   |           | 27 tháng 1 năm 1773 Điện Buckingham, London Con trai thứ 6 của Vua George III và Vương hậu Charlotte | Lady Augusta Murray 4 tháng 4 năm 1793 2 người con Lady Cecilia Underwood 2 tháng 5 năm 1831 Không có con | 21 tháng 4 năm 1843 Điện Kensington, London ở tuổi 70 |
| Cả hai cuộc hôn nhân của Augustus Frederick đều không hợp lệ theo Đạo luật Hôn nhân Hoàng gia năm 1772, tất cả các tước hiệu của ông đã bị thu hồi sau khi ông mất. |           | | |                                                       |

### Lần phong thứ 2
| Công tước                                                                                              | Công tước | Sinh                                                                                                   | Hôn phối                                         | Mất                       |
| --- | --------- | --- | ------------------------------------------------ | ------------------------- |
| Vương tử Harry Nhà Windsor 2018 – nay các tước hiệu khác: Bá tước Dumbarton và Nam tước Kilkeel (2018) |           | 15 tháng 9 năm 1984 Bệnh viện St Mary, London Con trai út của Charles III và Diana, Vương phi xứ Wales | Phu nhân Meghan Markle 19 tháng 5 năm 2018 2 con | - Đương nhiệm từ năm 2018 |